# ТЕРГО
ТЕРГО (лат. tergo — тил) — некомерційна українська громадська організація з відстоювання громадянських прав ЛГБТ в Україні.

## Історія
Об'єднання ТЕРГО засновано у квітні 2013 році матерями, батьками та друзями ЛГБТ людей в Україні.
16 вересня 2013 року Міністерство юстиції України офіційно зареєструвало громадську організацію «Батьківська Ініціатива „ТЕРГО“».

## Діяльність
Одразу після початку своєї роботи «ТЕРГО» з 19 по 21.04.2013 року представляли Україну у Берліні на конференції суспільства батьків, родичів і друзів ЛГБТ-спільноти «BEFAH».
12 липня 2013 року під час церемонії нагородження найкращих фоторобіт конкурсу «Конституція України: права громадянина — мої права», представники громадської ініціативи «ТЕРГО» вручили послу США Сертифікат членства та пам'ятний сувенір на згадку про знаменну подію, за його активну життєву позицію, щодо запобігання дискримінації ЛГБТ.
Організація «Батьківська Ініціатива „ТЕРГО“» проводить регулярні зустрічі батьків раз на місяць з квітня 2013, а також за час своєї діяльності провела декілька тренінгів для батьків ЛГБТ-людей: в Одесі (червень, 2013), в Києві (липень, 2013) і інших містах.
25-26 січня 2014 у місті Києві проходив тренінг для батьків ЛГБТ людей. Метою тренінгу було навчання учасників «ТЕРГО» якісно та коректно здійснювати підтримку іншим батькам, які щойно дізналися про нестандартну сексуальну орієнтацію своїх дітей.
Організація «Терго» наразі на своїй офіційній сторінці анонсувала серію тренінгів, для батьків, рідних, друзів ЛГБТ. Ці тренінги відбудуться в Полтаві (1-2 березня, тема «Гомосексуальність дитини: питання та відповіді»), Тернополі (29 — 30 березня, тема «Як робити камін-аут та говорити про сексуальність у сім'ї») та Львові (26 –27 квітня, тема «Стратегічне планування руху батьків, друзів та рідних»).
27 січня 2014 року «Терго» випустила брошуру «Віра в наших сім'ях». В цій брошурі батьки, родини і друзі ЛГБТ-людей розмовляють про віру, сексуальну орієнтацію та гендерну ідентичність.

## Адвокаційна діяльність
У жовтні 2013 року спільнота офіційно зверталась до депутатів щодо всеохопного антидискримінаційного законодавства: «(…)Сьогодні, об'єктивно поглянувши на стан речей, ми бачимо, що наших дітей і близьких переслідують, б'ють в школі, цькують та знущаються, звільняють з роботи, виганяють з родин. З'явились навіть цілі рухи і організації, які ставлять за мету фізичне винищення ЛГБТ -спільноти. Такі люди часто переховуються, живуть без любові та підтримки близьких, без розуміння і підтримки друзів, зі складнощами на роботі. Досить часто кульмінацією такого життя стає трагедія(…)».

## Голови правління ТЕРГО
| Рік обрання    | Ім'я        |
| -------------- | ----------- |
| 2013 — Дотепер | Глоба Олена |